# Rubiol anisat
El rubiol anisat(Agaricus arvensis), també conegut per bola de neu anisada, és un rubiol el barret del qual pot arribar als 20 cm de diàmetre. La superfície és blanca, groga al frec i la carn blanca. És comestible, amb una olor d'anís, encara que són preferibles els exemplars joves.

## Taxonomia
Va ser descrit com Agaricus arvensis per Jacob Christian Schaeffer a el 1774 i il·lustrat.
El seu nom específic arvensis significa 'del camp'.

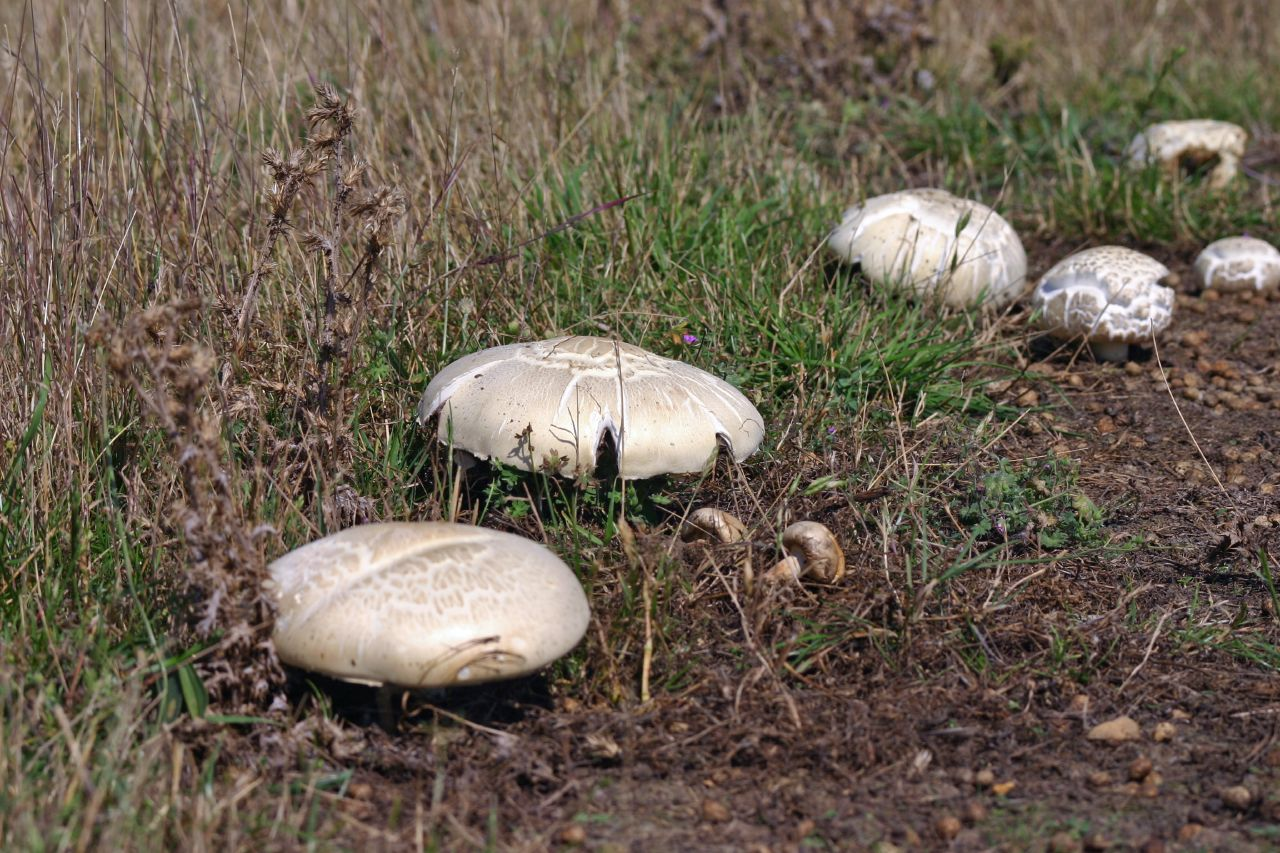
Erol o corriol de rubiols anisats (Agaricus arvensis)

## Descripció
Barret gran, de fins a 20 cm de diàmetre, llis, sec, de superfície blanca, groga al frec.
Làmines de blanques a rosa pàl·lid de joves, més tard grisenques i finalment de brunes a xocolata.
Cama de fins a 12 cm de longitud, llisa, blanca; anell gran, en roda dentada, blanc amb escates groguenques.
Carn blanca, amb olor d'ametlles o massapà (benzaldèhid).

## Distribució i hàbitat
És una de les espècies de rubiols anisats més grans. És una espècie de prats pasturats, on sol formar erols o corriols. També el trobem vora estables i pletes, entre ortigues i altres plantes nitròfiles.

## Espècies semblants
Es pot confondre amb altres espècies de rubiols de barret blanc, en especial els rubiols anisats grossos, com el rubiol anisat de bosc (Agaricus sylvicola), el rubiol anisat de cocodril (Agaricus crocodilinus) i el rubiol anisat gegant (Agaricus urinascens). Com indica el nom popular, el primer és un rubiol que creix en boscos, especialment de caducifolis, la resta són espècies que creixen en prats.

## Comestibilitat
Espècie considerada comestible durant generacions, pot acumular metalls pesants, com cadmi i coure.